# Hem (Band)
Hem ist eine neunköpfige Band aus Brooklyn, New York City. Sie selbst ordnen den Stil ihrer Musik als progressiven Indie-Pop bzw. Folk ein und umschreiben ihn mit: alt-country, pop-rock orchestral lullabies for adults.

## Diskografie

### Alben
- 2000: Rabbit Songs (CD, Eigenveröffentlichung, Wiederveröffentlichung 2002 bei Dreamworks)
- 2004: Eveningland (CD, Rounder Records)
- 2006: No Word from Tom (CD, Nettwerk)
- 2006: Funnel Cloud (CD, Nettwerk)
- 2013: Departure & Farewell (CD, Nettwerk)

### EPs
- 2001: A Sampler of Rabbit Songs (CD, Nettwerk)
- 2002: I'm Talking with My Mouth (CD, Set)
- 2004: Birds, Beasts, & Flowers (Split mit Autumn Defense, CD, Arena Rock Recording)
- 2007: Home Again, Home Again (CD, Nettwerk)